# Giacomino Zirottu
Giacomino Zirottu (Posada, 1946 – Nuoro, 5 gennaio 2007) è stato uno storico italiano.

## Biografia
Laureato in lettere moderne all'università di Cagliari, ha insegnato italiano e latino nei licei per circa 30 anni per poi dedicarsi alla ricerca sulla storia della Sardegna e specialmente della zona di Nuoro, dove risiedeva. Zirottu è stato sindaco di Posada dal 1980 al 1985 e presidente del Consorzio per la Pubblica Lettura Sebastiano Satta di Nuoro dal 1992 al 1998. Dal 2001 ha presieduto l'associazione culturale Casteddu de sa Fae di Posada, fondata nel 1979 dall'artista e animatore culturale Mauro Deledda, che promuove la produzione letteraria di racconti e romanzi in lingua sarda e nelle altre lingue minoritarie parlate in Sardegna.
Zirottu è stato anche presidente del Parco Letterario "Grazia Deledda" (in provincia di Nuoro) fino al 2003, quando si dimise a causa di contrasti interni alla gestione del parco. Profondo conoscitore dell'opera della scrittrice sarda, Zirottu smentì una presunta collusione di Grazia Deledda con il regime fascista. In occasione di un convegno su Pascale Dessanai, scrittore nuorese del XIX secolo, Zirottu sostenne che la creazione di una nuova koinè sarda avrebbe potuto rallentare lo sviluppo di una letteratura sarda, come già era successo nell'Ottocento con l'adozione della koinè denominata "logudorese illustre".

## Pubblicazioni
- Nostra Signora di Gonare. Nuoro, 1996.
- La Sardegna e il vasto mondo. L'Isola nella stampa straniera e nelle recensioni di Gonario Pinna. Nuoro, Videomemory, 1997.
- Pietre magiche a Mamoiada (con Giacobbe Manca). Nuoro, Studiostampa, 1999.
- Fonni. Un popolo e la sua storia. Fonni, Associazione culturale Proposta, 2002.
- Nuoro. Dal villaggio neolitico alla città del ‘900. Nuoro, Solinas, 2003.
- Paulilatino. La memoria e la storia. Paulilatino, Amministrazione comunale, 2003.
- Siniscola nel primo '700. Siniscola, Leva '58, 2004.
- Osidda dal passato al presente. Nuoro, Solinas, 2005.
- Gonario Pinna. Ragione e passione. Cagliari, Edizioni Condaghes, 2006. ISBN 8873560814.
- Peppino Catte, un uomo e il suo tempo. Oliena, Ethos Edizioni, 2006.

Altre monografie riguardano i comuni di Posada, Lodè, Orani, Mamoiada, Teti, Scano di Montiferro, Lodine e Bitti.